# Christian Johannes Koch
Christian Johannes Koch (* 1986 in Neuenkirch) ist ein Schweizer Filmregisseur und Drehbuchautor.

## Biografie
Koch studierte von 2007 bis 2010 Fotografie an der Hochschule für Grafik und Buchkunst (HGB) in Leipzig, bevor er ab 2010 das Studium der Filmregie an der Filmuniversität Babelsberg Konrad Wolf absolvierte. 2017 schloss er das Studium als Meisterschüler bei der Filmemacherin und Produzentin Barbara Albert ab. Seither ist er als freischaffender Drehbuchautor und Regisseur tätig.
Er ist der Bruder des Schauspielers Matthias Koch.

## Karriere
Koch arbeitet als Filmemacher sowohl an fiktionalen wie dokumentarischen Stoffen. Sein Spielfilmdebüt Spagat  hatte im Jahr 2020 auf dem Internationalen Filmfestival San Sebastian im New Directors Wettbewerb Weltpremiere. Koch besetzte für das Gesellschaftsdrama die Schweizer Schauspielerin Rachel Braunschweig und den russischen Schauspieler Alexei Serebrjakow in einem Ensemble aus professionellen Schauspielern und Laien. 2021 gewann sein Langspielfilmdebüt den Zürcher Filmpreis für den besten Spielfilm.
Gemeinsam mit der Regisseurin Andrea Štaka führte er Regie bei der zweiten Staffel der TV-Serie Neumatt, die 2022 gedreht wurde. Er arbeitete dafür mit der österreichischen Kamerafrau Carolina Steinbrecher zusammen. Neumatt wurde im Januar 2023 im Schweizer Fernsehen veröffentlicht, und wird ab Sommer 2023 auf Netflix verfügbar sein.
Im Mai 2023 wurde Wir waren Kumpel von Koch und Ko-Regisseur Jonas Matauschek beim Dok.Fest München uraufgeführt. Der Dokumentarfilm war 2020 beim Filmfestival von Venedig als eines von 55 Projekten im Gap-Financing Market vorgestellt und im Rahmen der Berlinale 2021 mit dem Kompagnon-Förderpreis ausgezeichnet worden.

## Filmografie (Auswahl)
- 2013: Über uns Elektrizität (Kurzfilm)
- 2014: Der Gast (Kurzfilm)
- 2016: J'ai tout donné au soleil sauf mon ombre (Kurzfilm)
- 2020: Spagat
- 2023: Wir waren Kumpel
- 2023: Neumatt (Serie)